# Raggopuntia
Raggopuntia (Opuntia leucotricha) är en suckulent växt inom släktet opuntior (Opuntia) och familjen kaktusväxter. Arten förekommer naturligt i centrala Mexiko. Raggopuntia är förhållandevis vanlig som krukväxt i Sverige.
Raggopuntia blir ett välförgrenat litet träd med stor krona, 3-5 meter högt. Stammarna är täckta med vita borst, till 8 cm långa. Grensegmenten är avlånga till runda, ludna, 15-30 cm långa. Areolerna är talrika, till 1 cm ifrån varandra. Glochiderna sitter på den övre delen av areolen och är gula. Taggarna sitter på den undre delen av areolen, de är vanligen 13 stycken, böjliga, vita och en är mycket längre än de andra, till 3 cm långa. Blommorna är gula, 4-5 cm i diameter. Frukten är ett klotformigt bär, vitt till purpur, 4-6 cm långt.